# Joseph Gomer
Joseph Gomer (20 de junio de 1920 - 10 de octubre de 2013) fue un piloto afroamericano, mejor recordado como uno de los últimos miembros supervivientes de los aviadores de Tuskegee. Gomer nació en Iowa Falls, Iowa en 1920. Asistió y se graduó en Ellsworth Community College. En 1942, se alistó en la Fuerza Aérea de los Estados Unidos. y fue aceptado, llevando a cabo más de 160 misiones especiales hasta 1947. Durante su servicio, su avión fue derribado por un caza enemigo, pero se las arregló para sobrevivir. En 1964, alcanzó el rango de Mayor de la Fuerza Aérea de Estados Unidos y pronto se retiró. Gomer pasó más de 20 años trabajando para el Servicio Forestal de los Estados Unidos.

## Logros
En 1985, recibió el Premio Servicio Superior por su trabajo con las minorías y las mujeres. En 2004, Gomer fue incluido en el Salón de la Fama de la Aviación de Iowa y también fue galardonado con un Doctorado en Humanidades por la Universidad Ellsworth. George W. Bush recibió a los aviadores de Tuskegee colectivamente, incluyendo a Gomer, con la Medalla de Oro del Congreso en 2007. También fue invitado a varios eventos por el presidente Barack Obama. En el Aeropuerto Internacional de Duluth, Gomer fue honrado con una estatua de bronce construida en una nueva terminal situada en el aeropuerto de Duluth.

## Vida personal
Se casó con Elizabeth Caperton en 1949, que murió en 2012. La pareja tuvo dos hijas. Gomer murió el 10 de octubre de 2013, de cáncer.